# 프린스턴 신학
프린스턴 신학 ( Princeton Theology )은 개혁주의 신학, 장로교 신학의 전통을 프린스턴 신학교에서 가르친 것으로 1812년부터 1920년까지의 기간 동안 일어났다.  그 이후로 이 신학교가 자유주의 신학의 영향을 받아 존 그레섬 메이천이 떠나 웨스트민스터 신학교를 설립하게 된다.